# Thomas Pletzinger
Thomas Pletzinger (* 1975 in Münster) ist ein deutscher Schriftsteller und Übersetzer.

## Leben
Pletzinger studierte Amerikanistik in Hamburg und am Deutschen Literaturinstitut Leipzig. In Hamburg und New York arbeitete er für Buchverlage und Literaturagenturen. Pletzinger war Gastdozent am Schweizerischen Literaturinstitut, der Universität Hildesheim und Writer-in-Residence an der  Universität Witten/Herdecke. Er lebt in Berlin.

## Werke

### Roman
- Bestattung eines Hundes. Roman. Kiepenheuer & Witsch, Köln 2008. ISBN 978-3-462-03968-9.

### Sachbuch
- Gentlemen, wir leben am Abgrund: Eine Saison im deutschen Profi-Basketball. Kiepenheuer & Witsch, Köln 2011. ISBN 978-3-462-04369-3
- The Great Nowitzki – Das außergewöhnliche Leben des großen deutschen Sportlers, Kiepenheuer & Witsch, Köln 2019, ISBN 978-3-462-04732-5

### Weitere Veröffentlichungen
- Capoeira mit Heckler & Koch und sind nicht Heringe Kaltwasserfische? In: Bella triste. Nr. 12, Hildesheim, 2005.
- Die ersten Toten. In: Sprachgebunden. Köln/Berlin, 2006.
- Bruck. In: Eisfischen. Mdv, Leipzig 2007.
- Fiedler fröhlicher Wandersmann, Fiedler Schweineschlächter. In: Zornesrot. Mdv, Leipzig 2007.
- The Bull in the China Shop und Justus Jonas schleicht voran. In: sprachgebunden. Köln/Berlin, 2007.
- Unbekannter Künstler, Shitty Paradise City, 2001 (75x45, Öl auf Leinwand). In: Lichtungen. Graz, 2007.
- Wer genau ist Daniel Mandelkern? In: Edit. Berlin/Leipzig, 2007.
- Körper und Papier – vom Ringen mit einem unfertigen Buch. In: Bella triste. Nr. 18, Hildesheim, 2008.
- The King of No. In: Signale aus der Bleecker Street 3. Wallstein, Göttingen 2008.
- Empfang in der Hölle. Feature, FAZ vom 11. Juni 2011.

## Auszeichnungen
- MDR-Literaturpreis 2006
- Stipendium des International Writing Program der University of Iowa
- Stipendium der Kulturstiftung des Freistaates Sachsen in Breslau 2006
- Gewinner Prosanova-Literaturwettbewerb 2005
- Kulturpreis der Sparkassen-Kulturstiftung Rheinland (Förderpreis) 2007
- Förderpreis des Landes Nordrhein-Westfalen für junge Künstlerinnen und Künstler 2010
- Ehrenprofessur der Hochschule für bildende Künste Hamburg 2014[1]
- Comicbuchpreis der Berthold Leibinger Stiftung 2018, zusammen mit Tim Dinter, für Blåvand